# Фригійська мова
Фригійська мова — одна з індоєвропейських мов, мова фригійців, народу, який мігрував з Балкан в Малу Азію. Становить окрему групу в рамках індоєвропейської сім'ї, найбільш близька до давньогрецької та давньомакедонської мов. Завірена написами, зробленими особливою абеткою, подібною до давньогрецької, починаючи з VIII ст. до н. е. В останній раз фригійська мова як жива згадується в джерелах V ст. н. е., але існують припущення, що остаточно мова вимерла лише після арабського вторгнення в VII ст. н. е.
В історії мови виділяють два періоди — старофригійський (VIII ст. до н. е. — V ст. до н. е.) і новофригійський (I ст. н. е. — III ст. н. е.). Наукове вивчення почалося в 1820-і роки.

## Назва

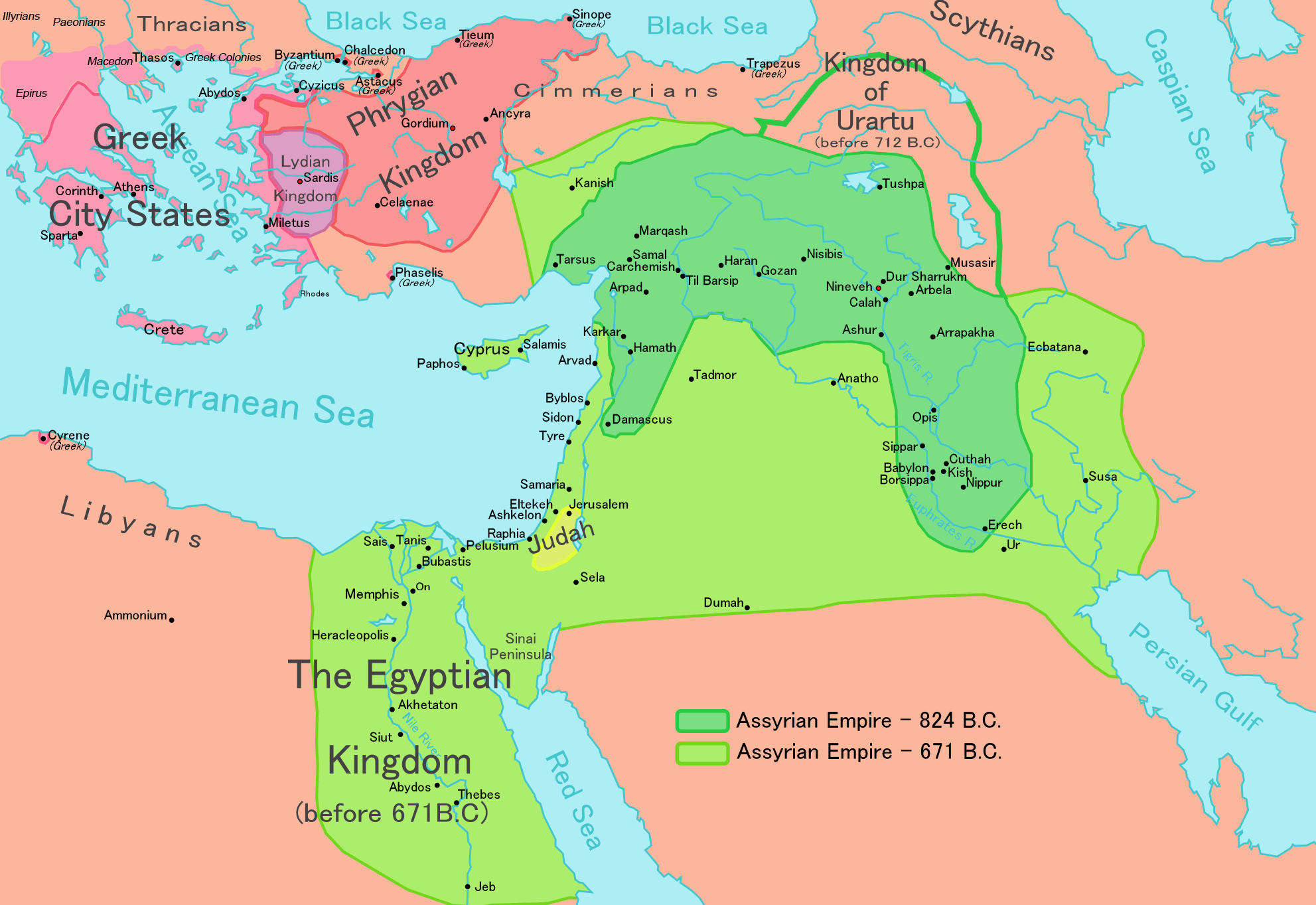
Фригія (рожевим)

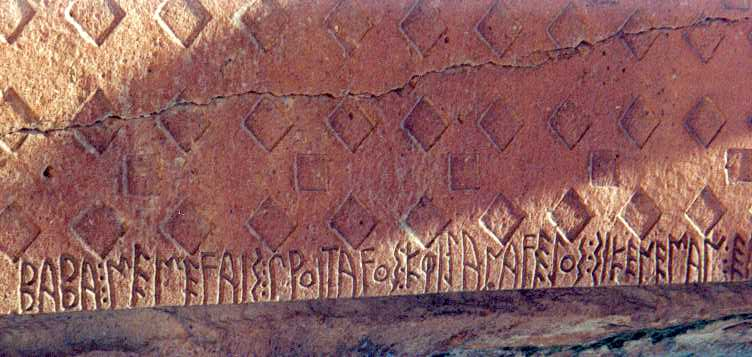
Напис на могилі царя Мідаса (права сторона)

Слова «Фригія» і «фригійці» походять з дав.-гр. Φρυγία і  Φρύγες. Як і у фригійській назва цього народу мала б звучати як *Bruges, що співзвучно з назвою балканського племені бригів, а також сусіднього з фригійцями народу бебриків.

## Класифікація
Фригійська представляє окрему групу в складі індоєвропейської мовної сім'ї. Фригійська найбільш близька до давньогрецької та давньомакедонскої мов. З давньогрецькою її об'єднує більше рис, ніж з іншими індоєвропейськими мовами, зокрема:
- Наявність суфікса  -eyo- ;
- Дієприкметник з суфіксом  -meno- ;
- Використання аугменту;
- Закінчення  -as  в називному відмінку у іменників відмінювання на  -ā-  чоловічого роду;
- Лексичні елементи, наприклад,  autos  «той же самий»,  pant-  «увесь»,  kako-  «злий, поганий».

Навпаки, твердження про близькість фригійської до фракійської і вірменської не знаходять підтвердження в мовному матеріалі.